# Ruby Barnhill
Ruby Barnhill (Reino Unido, 28 de julho de 2004) é uma atriz britânica, mais conhecida por interpretar Sophie no filme O Bom Gigante Amigo.

## Biografia
Barnhill nasceu em Knutsford, Cheshire, England. Ela mora com seus pais e uma irmã mais nova, ela é uma membro de um grupo de atores infantis de um teatro local.
Seu pai é o ator britânico Paul Barnhill.
Ela foi diagnosticada com uma rara condição de pele aos dois anos de idade, o que acabou afetando a sua perna. Ela teve que proceder à algumas cirurgias quando mais nova.

## Filmografia

### Filme
| Ano  | Título                      | Papel           | Notas |
| ---- | --------------------------- | --------------- | ----- |
| 2016 | O Bom Gigante Amigo         | Sophie          |       |
| 2017 | Mary and the Witch's Flower | Mary            |       |
| 2019 | Princess Emmy               | Princess Emmy   |       |
| ASA  | First of July               | Shannon Randall |       |

### Televisão
| Ano  | Título         | Papel  | Notas        |
| ---- | -------------- | ------ | ------------ |
| 2015 | 4 O'Clock Club | Isobel | 14 Episódios |